# Ofensiva de As-Suwayda (agosto-noviembre de 2018)
La ofensiva de As-Suwayda fue una operación militar que se desarrolló desde el 6 de agosto hasta el 19 de noviembre de 2018, se desenvuelve en la gobernación de As-Suwayda y algunas áreas limítrofes de la gobernación de la Campiña de Damasco dentro del marco de la Guerra civil siria.
El ataque lo comenzó el gobierno sirio de Bashar al-Ásad y Hezbolá —incluido tropas nacionalistas laicas del Partido Social Nacionalista Sirio y drusos de la Brigada de la Montaña— como una continuación de una anterior ofensiva en el mismo lugar en junio de 2018. Posteriormente se les unió el Ejército por la Liberación de Palestina, la ofensiva terminó en noviembre, después de que el Ejército árabe sirio y sus aliados eliminaran la última posición que ocupaba la milicia de Estado Islámico en la meseta de Al-Safa.

## Ofensiva

### Primeras incursiones
La ofensiva se lanzó el 6 de agosto, alrededor de las 16:00 horas, el ejército árabe sirio  acumuló sus fuerzas en la zona durante varios días. Al frente de su 4ª División de élite, el ejército logró progresar en el este del desierto sirio después de un intenso combate con milicias de Estado Islámico durante esa tarde. Continuando al día siguiente con operaciones de campo en la gobernación de As-Suwayda, en el gran enclave de Estado Islámico cerca de la frontera con las otras gobernaciones. Al frente de su cuarta división blindada, el ejército árabe sirio comenzó el día atacando las áreas de Shinvan y Al-Sakiiah en poder de los yihadistas.
El 7 de agosto, el Partido Social Nacionalista Sirio (PSNS) capturó y ahorcó a un luchador de Estado Islámico después de que uno de sus integrantes ejecutó un atentado suicida que acabó con la vida de al menos cuatro miembros del SSNP. El 8 de agosto, las fuerzas del gobierno continuaron expulsando a Estado Islámico del desierto al este de As-Suwayda en un intento de recuperar todo el enclave.
Según fuentes militares, el ejército árabe sirio, con el apoyo de combatientes locales, logró avanzar en varios frentes; llegó a la periferia de las ciudades de Qaisoum y Bir Maselam. La misma fuente dijo que las tropas del gobierno se estaban infiltrando a unos 20 km al este de las ciudades de Rami y Shabka, donde tropas de Estado Islámico cometió una masacre el 25 de julio, cuando lanzaron un ataque repentino contra varios pueblos y ciudades al este de la ciudad de As-Suwayda y masacró a más de 200 civiles e hirió a varios cientos más.

### Asedio de Al-Safa
El 12 de agosto, el ejército árabe sirio y sus aliados rodearon la fortificada fortaleza de Al-Safa, que es el último refugio de Estado Islámico en las gobernaciones de As-Suwayda y Campiña de Damasco. El 16 de agosto Estado Islámico solicitó un alto el fuego con el ejército árabe sirio. Estado Islámico ofreció liberar a los civiles secuestrados de la gobernación de As-Suwayda a cambio de un pasaje seguro al campo de Al-Mayadeen en la zona rural de la gobernación de Deir ez-Zor. El ejército árabe sirio le dijo a Estado Islámico que no aceptará otra cosa que no sea la total rendición de la fortaleza y la liberación de los más de 30 civiles secuestrados por sus combatientes. El ejército al final selló toda la montaña Al-Safa el 23 de agosto después de varios días de enfrentamientos.
El 24 de agosto, el ejército árabe sirio atravesó las defensas de Estado Islámico en el área de Khirbat Hawi, que se encuentra en el eje suroeste de la fortaleza Al-Safa. El 25 de agosto el grupo yihadista lanzó una contraofensiva y logró hacer retroceder a las tropas del ejército árabe sirio desde varios puntos que capturaron el día anterior. Entre el 28 y el 29 de agosto, el ejército árabe sirio recuperó todos los puntos perdidos, además de capturar otras posiciones de Estado Islámico, incluida una presa estratégica de agua en la zona de Hawi Awad.
El 25 de septiembre, en enfrentamientos con el ejército yihadista, el general de brigada Walid al-Kurdi a cargo de las fuerzas especiales del Ejército por la Liberación de Palestina fue asesinado en el campo Volcánico de Safa.
El 2 de octubre, Estado Islámico ejecutó a una mujer drusa llamada Tharwat Abu Ammar, rehén de los ataques de Suwayda del 25 de julio, que amenazó con matar a todo un grupo de mujeres y niños cautivos en un plazo de tres días si las fuerzas del Gobierno sirio no cancelaban la acción de al-Safa que tenía como objetivo liberal a los rehenes. Varios manifestantes drusos en Suwayda, entre ellos varios activistas y líderes religiosos, se reunieron en torno a un edificio del gobierno y exigieron al gobierno que trabajara para liberar a los secuestrados. Después de un fracaso en las conversaciones con los funcionarios rusos, el gobierno sirio y Estado Islámico establecieron un comité para mediar entre ellos.

### Liberación de rehenes
El 20 de octubre, Estado Islámico llegó a un acuerdo con funcionarios sirios y rusos para liberar a 6 rehenes a cambio de lo que supuestamente fueron 27 millones de dólares, con conversaciones continuas, un intercambio de prisioneros también fue acordado entre ambas partes a cambio de que el grupo yihadista liberará a todos los rehenes. Según informes, el Ejército árabe sirio rescató a todos los rehenes restantes retenidos por Estado Islámico el 8 de noviembre, en una operación especial al noreste de Palmira.

### Combate en Al-Safa
El 17 de noviembre, Estado Islámico logró invadir las defensas de Estado Islámico alrededor del pico de Al-Safa e imponer el control de la cima de la colina, matando a un comandante de yihadista llamado Abu Hajer Al-Shishani. El control territorial del ejército árabe sirio del campo volcánico Al-Safa aumentó al 80%, con su enemigo todavía presente en el eje occidental y varias fuentes dicen que los milicianos yihadistas se estaban retirando hacia el este de Homs.
El ejército árabe sirio declaró oficialmente que el campo de Al-Safa se despejó el 19 de noviembre, finalizando la ofensiva con el ejército en control total de todo el sur de Siria por primera vez desde 2011, excluyendo a Al-Tanf.